# Tasiocera nodulifera
Tasiocera nodulifera är en tvåvingeart som beskrevs av Alexander 1937. Tasiocera nodulifera ingår i släktet Tasiocera och familjen småharkrankar. Inga underarter finns listade i Catalogue of Life.